# Leskiopsis brasiliensis
Leskiopsis brasiliensis är en tvåvingeart som beskrevs av Townsend 1929. Leskiopsis brasiliensis ingår i släktet Leskiopsis och familjen parasitflugor. Inga underarter finns listade i Catalogue of Life.